# 赵光宸
赵光宸（1902年—1965年），天津人，中国近代政治人物。

## 生平
早年与周恩来组建觉悟社。后赴欧勤工俭学，进入甘百耳大学、巴黎大学学习，参与成立旅欧中国少年共产党。后脱离中国共产党，担任天津市临时参议会议员、中国国民党天津市党部委员。1948年，當選监察委员，赴台担任。